# Martine Poupon
Martine Poupon (20 de junio de 1965) es una deportista francesa que compitió en lucha libre. Ganó cinco medallas en el Campeonato Mundial de Lucha entre los años 1987 y 1992, y una medalla de oro en el Campeonato Europeo de Lucha de 1988.

## Palmarés internacional
| Campeonato Mundial | Campeonato Mundial  | Campeonato Mundial | Campeonato Mundial |
| Año                | Lugar               | Medalla            | Categoría          |
| ------------------ | ------------------- | ------------------ | ------------------ |
| 1987               | Lørenskog (Noruega) | Medalla de bronce  | 50 kg              |
| 1989               | Martigny (Suiza)    | Medalla de bronce  | 50 kg              |
| 1990               | Luleå (Suecia)      | Medalla de oro     | 50 kg              |
| 1991               | Tokio (Japón)       | Medalla de oro     | 50 kg              |
| 1992               | Lyon (Francia)      | Medalla de bronce  | 50 kg              |
| Campeonato Europeo |                     |                    |                    |
| Año                | Lugar               | Medalla            | Categoría          |
| 1988               | Dijon (Francia)     | Medalla de oro     | 50 kg              |